# برايان لورانس
برايان لورانس (بالإنجليزية: Brian Lawrence)‏ هو لاعب كرة قاعدة أمريكي، ولد في 14 مايو 1976 في فورت كولنز في الولايات المتحدة.

## وصلات خارجية
- برايان لورانس على موقع دوري كرة القاعدة الرئيسي (الإنجليزية)
- برايان لورانس على موقعبيزبول رفرنس.كوم (الدوري الرئيسي) (الإنجليزية)
- برايان لورانس على موقعبيزبول رفرنس.كوم (الدوري الثانوي) (الإنجليزية)
- برايان لورانس على موقع إي إس بي إن.كوم (أم.أل.بي) (الإنجليزية)
- برايان لورانس على موقع مشجعي الرسوم البيانية (الإنجليزية)